# Compsobuthus petriolii
Espèce
Compsobuthus petriolii est une espèce de scorpions de la famille des Buthidae.

## Distribution
Cette espèce est endémique d'Iran. Elle se rencontre dans les provinces de Fars, d'Azerbaïdjan occidental, d'Azerbaïdjan oriental et de Qom.

## Étymologie
Cette espèce est nommée en l'honneur d'Andrea Petrioli.

## Publication originale
- Vignoli, 2005 : « Description of a new species of Compsobuthus Vachon, 1949 (Scorpiones: Buthidae) from southern Iran. » Zoology in the Middle East, vol. 34, no 1, p. 79-86.